# Paracytaeis octona
Paracytaeis octona är en nässeldjursart som beskrevs av Bouillon 1978. Paracytaeis octona ingår i släktet Paracytaeis och familjen Cytaeididae. Inga underarter finns listade i Catalogue of Life.